# Mariam Sissoko
 (avril 2018).
Si vous disposez d'ouvrages ou d'articles de référence ou si vous connaissez des sites web de qualité traitant du thème abordé ici, merci de compléter l'article en donnant les références utiles à sa vérifiabilité et en les liant à la section « Notes et références ».
Pour les articles homonymes, voir Sissoko.
Mariam Sissoko, née Marianne le 4 novembre 1944 dans le quartier de Sananfara à Kati et morte le 8 octobre 2024 à Bamako, est l'épouse du président malien Moussa Traoré (présidence de 1968 à 1991).

## Biographie

### Enfance et études
D'origine malinké, Mariam Sissoko est la fille d'Adama Sissoko et Wali Diallo. Elle fait ses études primaires au Sénégal, en France et en Côte d’Ivoire, et secondaires en France et en Belgique.

### Mariage et présidence
En 1963, après son mariage avec Moussa Traoré, elle prend le nom de Mariam et se convertit à l'Islam. Elle aura cinq enfants de cette union.
Mariam Sissoko exerça comme secrétaire bilingue (français-anglais) à l’ambassade du Mali en Tanzanie, à l’ambassade des États-Unis au Mali et au ministère de l’Éducation nationale du Mali.
De 1968 à 1978, par la forte influence des compagnons (Tiékoro Bagayoko, Kissima Doukara, Karim Dembélé) de son époux, elle resta effacée. Elle crée néanmoins en 1974 l’Union nationale des femmes du Mali (UNFM), dont elle est présidente d’honneur jusqu’en mars 1991. Elle est aussi présidente et marraine d'associations à caractère humanitaire et social, telles que le Centre des handicapés physiques (CHP), l’Institut des jeunes aveugles (IJA) ou l’Association des femmes commerçantes et entrepreneures du Mali (AFCEM).
En 1978, quand la situation se détériore entre Moussa Traoré et ses compagnons cités ci-dessus, Mariam Sissoko devient influente auprès de ce dernier. Elle se lance dans les affaires en aménageant à Senkoro, à Baguinéba, une commune située à une cinquantaine de kilomètres de Bamako, une ferme de 214 hectares grâce à l’aide financière et technique du président Félix Houphouët-Boigny, où elle produit des céréales, des fruits et légumes et élève du bétail pour produire du lait et de la viande.

### Déchéance
La nuit du coup d'État, le 25 mars 1991, Mariam Sissoko est arrêtée par son aide de camp et conduite avec son mari au camp du commando parachutiste de Djicoroni.
Le 26 mars 1991, sa ferme, que le peuple malien considérait comme construite avec l’argent du contribuable, est saccagée par les émeutiers. Elle est condamnée à mort en 1999, puis graciée en 2002.

### Décès
Mariam Sissoko meurt le 8 octobre 2024 à Bamako à l'âge de 79 ans.

## Distinctions
- 1979 : prix SIMBA en récompense de ses nombreuses actions en faveur de la promotion sociale.